# Hrvatski nogometni kup 2016./17.
Hrvatski nogometni kup 2016./17. je dvadeset i šesto izdanje Hrvatskog nogometnog kupa. U natjecanju sudjeluje ukupno 48 klubova.Natjecanje je četvrti put u svojoj povijesti osvojila HNK Rijeka. Naslov pobjednika je branio Dinamo iz Zagreba.

## Pretkolo
Ždrijeb parova pretkola kupa, u kojem sudjeluju 32 kluba kvalificirana preko županijskih kupova, je održan 3. kolovoza 2016., a susreti su planirani za 24. kolovoza 2016.
| Par                                                                                             | Domaći sastav            | Rezultat       | Gostujući sastav        | Napomene                                             |
| ----------------------------------------------------------------------------------------------- | ------------------------ | -------------- | ----------------------- | ---------------------------------------------------- |
| 1. ↓a3                                                                                          | Neretvanac Opuzen        | 4:0            | Suhopolje               |                                                      |
| 2. ↓a1                                                                                          | Primorac Biograd na Moru | 2:2 (3:5 11 m) | Jalžabet                | Jalžabet prošao nakon izvođenja jedanaesteraca       |
| 3. ↓a2                                                                                          | Novigrad                 | 3:1            | Kustošija Zagreb        |                                                      |
| 4. ↓a3                                                                                          | Solin                    | 4:1            | Zagora Unešić           |                                                      |
| 5. ↓a3                                                                                          | Međimurje Čakovec        | 7:0            | Karlovac 1919           |                                                      |
| 6. ↓a3                                                                                          | Rudeš Zagreb             | 3:1            | Oriolik Oriovac         |                                                      |
| 7. ↓a2                                                                                          | Podravac Virje           | 0:5            | Krk                     |                                                      |
| 8. ↓a2                                                                                          | Slavonija Soljani        | 2:3            | Varaždin                |                                                      |
| 9. ↓a3                                                                                          | Zagorec Krapina          | 0:2            | Veli Vrh Pula           |                                                      |
| 10. ↓a3                                                                                         | Pitomača                 | 2:4            | Slavija Pleternica      |                                                      |
| 11. ↓a3                                                                                         | Samobor                  | 3:0            | Međimurec Pretetinec    |                                                      |
| 12. ↓a2                                                                                         | Gorica (Velika Gorica)   | 1:1 (3:4 11 m) | BSK Bijelo Brdo         | BSK prošao nakon izvođenja jedanaesteraca            |
| 13. ↓a1                                                                                         | Bjelovar                 | 1:0            | Marsonia Slavonski Brod |                                                      |
| 14. ↓a3                                                                                         | Đakovo-Croatia           | 0:0 (3:2 11 m) | Koprivnica              | Đakovo-Croatia prošla nakon izvođenja jedanaesteraca |
| 15. ↓a3                                                                                         | Lekenik                  | 0:4            | Vukovar 1991            |                                                      |
| 16. ↓a3                                                                                         | Libertas Novska          | 4:1            | Otočac                  |                                                      |
|                                                                                                 |                          |                |                         |                                                      |
| ↑a1 – igrano 20. kolovoza 2016. ↑a2 – igrano 23. kolovoza 2016. ↑a3 – igrano 24. kolovoza 2016. |                          |                |                         |                                                      |

## Šesnaestina završnice
Parovi šesnaestine završnice kupa, u kojem sudjeluje 16 pobjednika susreta pretkola i 16 momčadi izravno kvalificiranih preko svog koeficijenta su određeni nakon odigravanja utakmica pretkola. Susreti šesnaestine završnice su igrani 21. i 22. rujna 2016.
| Par                                                       | Domaći sastav      | Rezultat       | Gostujući sastav                    | Napomene                                              |
| --------------------------------------------------------- | ------------------ | -------------- | ----------------------------------- | ----------------------------------------------------- |
| 1. ↓b1                                                    | Veli Vrh Pula      | 0:5            | Dinamo Zagreb                       |                                                       |
| 2. ↓b2                                                    | Jalžabet           | 0:6            | Hajduk Split                        |                                                       |
| 3. ↓b2                                                    | Đakovo-Croatia     | 0:3            | Rijeka                              |                                                       |
| 4. ↓b2                                                    | Varaždin           | 2:2 (2:4 11 m) | Slaven Belupo Koprivnica            | Slaven Belupo prošao boljim izvođenjem jedanaesteraca |
| 5. ↓b2                                                    | Vukovar 1991       | 1:4            | Osijek                              |                                                       |
| 6. ↓b1                                                    | Krk                | 1:2            | Lokomotiva Zagreb                   |                                                       |
| 7. ↓b1                                                    | Samobor            | 1:6 (prod.)    | Cibalia Vinkovci                    | Cibalia prošla nakon produžetaka                      |
| 8. ↓b2                                                    | Slavija Pleternica | 1:2            | Split                               |                                                       |
| 9. ↓b2                                                    | Neretvanac Opuzen  | 1:3            | Istra 1961 Pula                     |                                                       |
| 10. ↓b2                                                   | Bjelovar           | 4:0            | Zagreb                              |                                                       |
| 11. ↓b2                                                   | Solin              | 1:0            | Zadar                               |                                                       |
| 12. ↓b1                                                   | BSK Bijelo Brdo    | 2:3            | Inter Zaprešić                      |                                                       |
| 13. ↓b2                                                   | Libertas Novska    | 2:5            | Vinogradar (Mladina – Jastrebarsko) |                                                       |
| 14. ↓b2                                                   | Rudeš Zagreb       | 3:0            | GOŠK Dubrovnik 1919                 |                                                       |
| 15. ↓b1                                                   | Međimurje Čakovec  | 1:2 (prod.)    | Šibenik                             | Šibenik prošao nakon produžetaka                      |
| 16. ↓b2                                                   | Novigrad           | 4:0            | Zelina (Sveti Ivan Zelina)          |                                                       |
|                                                           |                    |                |                                     |                                                       |
| ↑b1 – igrano 20. rujna 2016. ↑b2 – igrano 21. rujna 2016. |                    |                |                                     |                                                       |

## Osmina završnice
Susreti osmine završnice su predviđeni za 26. listopada 2016., a igrani su 25. i 26. listopada 2016.
| Par                                                               | Domaći sastav                       | Rezultat    | Gostujući sastav         | Napomene                        |
| ----------------------------------------------------------------- | ----------------------------------- | ----------- | ------------------------ | ------------------------------- |
| 1. ↓c1                                                            | Bjelovar                            | 1:2         | Dinamo Zagreb            |                                 |
| 2. ↓c2                                                            | Solin                               | 1:2         | Hajduk Split             |                                 |
| 3. ↓c2                                                            | Rudeš Zagreb                        | 3:5 (prod.) | Rijeka                   | Rijeka prošla nakon produžetaka |
| 4. ↓c1                                                            | Novigrad                            | 0:1         | Slaven Belupo Koprivnica |                                 |
| 5. ↓c2                                                            | Šibenik                             | 1:2         | Osijek                   |                                 |
| 6. ↓c2                                                            | Vinogradar (Mladina – Jastrebarsko) | 1:2         | Lokomotiva Zagreb        |                                 |
| 7. ↓c2                                                            | Inter Zaprešić                      | 1:0         | Cibalia Vinkovci         |                                 |
| 8. ↓c1                                                            | Istra 1961 Pula                     | 1:3 (prod.) | Split                    | Split prošao nakon produžetaka  |
|                                                                   |                                     |             |                          |                                 |
| ↑c1 – igrano 25. listopada 2016. ↑c2 – igrano 26. listopada 2016. |                                     |             |                          |                                 |

## Četvrtzavršnica
Susreti četvrtzavršnice su rasporedom predviđeni za 30. studenog 2016., a igrani su 29. i 30. studenog 2016.
| Par                                                             | Domaći sastav     | Rezultat    | Gostujući sastav         | Napomene                       |
| --------------------------------------------------------------- | ----------------- | ----------- | ------------------------ | ------------------------------ |
| 1. ↓d2                                                          | Inter Zaprešić    | 0:1         | Dinamo Zagreb            |                                |
| 2. ↓d2                                                          | Split             | 2:1 (prod.) | Hajduk Split             | Split prošao nakon produžetaka |
| 3. ↓d1                                                          | Lokomotiva Zagreb | 1:3         | Rijeka                   |                                |
| 4. ↓d2                                                          | Osijek            | 1:0         | Slaven Belupo Koprivnica |                                |
|                                                                 |                   |             |                          |                                |
| ↑d1 – igrano 29. studenog 2016. ↑d2 – igrano 30. studenog 2016. |                   |             |                          |                                |

## Poluzavršnica
Poluzavršnica kupa se igra na dvije utakmice – jednu doma, drugu gostujuću. 
| Par                                                                                      | Klub1         | Ukupan rezultat | Klub2  | 1. utakmica | 2. utakmica | Napomene |
| ---------------------------------------------------------------------------------------- | ------------- | --------------- | ------ | ----------- | ----------- | -------- |
| 1.                                                                                       | Dinamo Zagreb | 6:0             | Split  | 6:0 ↓e1     | 0:0 ↓e2     |          |
| 2.                                                                                       | Rijeka        | 5:1             | Osijek | 3:1 ↓e1     | 2:0 ↓e3     |          |
|                                                                                          |               |                 |        |             |             |          |
| ↑e1 – igrano 1. ožujka 2017. ↑e2 – igrano 14. ožujka 2017. ↑e3 – igrano 15. ožujka 2017. |               |                 |        |             |             |          |

## Finale
| 31. svibnja 2017. 20:15 |           |                                 |                                                                                             |
| Dinamo Zagreb           | 1:3       | Rijeka                          | Stadion Varteks, Varaždin Broj gledatelja: 8.183 Sudac: Ante Vučemilović Šimunović (Osijek) |
| 37' Olmo                | Izvještaj | Gavranović 24', 46' Župarić 72' | Stadion Varteks, Varaždin Broj gledatelja: 8.183 Sudac: Ante Vučemilović Šimunović (Osijek) |

Rijeka pobjednik Hrvatskog nogometnog kupa za sezonu 2016./17.

## Poveznice
- MaxTV Prva HNL 2016./17.
- 2. HNL 2016./17.
- 3. HNL 2016./17.
- 4. rang HNL-a 2016./17.
- 5. rang HNL-a 2016./17.
- 6. rang HNL-a 2016./17.
- 7. rang HNL-a 2016./17.